# Dorpsstraat 23 (Lage Vuursche)
Dorpsstraat 23 is een rijksmonument in de plaats Lage Vuursche in de Nederlandse provincie Utrecht. Het pand is onderdeel van een van rijkswege beschermd dorpsgezicht.
Het huis is het rechtse deel van een blok huizen met nummers 19-21. Het eenvoudige witgepleisterde huis uit het midden van de negentiende eeuw bestaat uit een eenkamerwoning met een houten uitbouw aan de achterzijde. Rechts van de deur is een negenruits schuifvenster.